# صوت القلب الثاني
صوت القلب الثاني ويرمز له بِ«ص2» هو صوت انغلاق الصمامات الهلالية في نهاية مرحلة انقباض البطينين الأيمن والأيسر. في الحالة الطبيعية، يكون الصوت ناعماً، وحيداً في الزفير وثنائياً في الشهيق. يتكون الصوت الثنائي من صوت انغلاق الصمام الأبهري (أ2) ثم صوت انغلاق الصمام الرئوي (ر2). 

## انفصال الصوت الثاني الطبيعي
يشير إلى الانفصال الطبيعي بين أ2 و ر2 في الشهيق، إذ غالباً ما يسبق أ2 صوت ر2. ويحدث نتيجة زيادة الضغط داخل منطقة البطن وتطبيق ضغط سلبي على منطقة الصدر من قبل الحجاب الحاجز أثناء دخول الهواء في الشهيق.

## تغيرات مَرَضيّة في الصوت الثاني

### ارتفاع صوت ر2
وجود ر2 أعلى من أ2 قد يشير إلى وجود ارتفاع الضغط الرئوي (السبب الأكثر شيوعاً)، أو عيب الحاجز الأذيني

### انفصال واسع في الصوت الثاني
عند وجود فاصل زمني بين أ2 ور2 خلال الزفير أطول من الفاصل بين الصوتين في الشهيق. قد يشير إلى مشاكل في كهربائية القلب.

### انفصال ثابت في الصوت الثاني
عند وجود فاصل زمني بين أ2 ور2 خلال الزفير مساوي للفاصل بين الصوتين في الزفير. قد يشير إلى وجود ارتفاع الضغط الرئوي، عيب الحاجز الأذيني، أو فشل القلب الأيمن.

### وحدة الصوت الثاني
عند وجود صوت ثاني وحيد خلال الشهيق فهذا دليل على فقدان أ2 أو ر2. قد يكون نتيجة ضيق الصمام الأبهري، أو قصور الأبهر.